# Брудзинский, Йозеф
Йозеф Брудзинский (пол. Jósef Brudziński; 26 января [7 февраля] 1874, Болев, Плоцкая губерния, Российская империя — 18 декабря 1917, Варшава, Королевство Польское) — польский врач-педиатр, учёный, организатор здравоохранения, первый ректор Варшавского университета, открытого в Варшаве в ноябре 1915 года после эвакуации Императорского Варшавского университета.

## Биография
Получил медицинское образование в Дерптском и Московском университетах. Диплом врача получил в Императорском Московском университете в 1897 году. Выбрал в качестве специальности педиатрию, специализировался в Кракове, Париже, Граце и Варшаве у признанных европейских корифеев в этой дисциплине. В 1903 году он был приглашён в детскую больницу Анн-Мари в Лодзи, которую сделал образцовой. В 1910 году он переехал в Варшаву, где с помощью меценатов создал детскую больницу в соответствии с его собственными планами.
После немецкой оккупации Польши в 1915 году, он был политически активным, работающим на восстановление университета в Варшаве — в котором он стал ректором в 1915 году.

## Научная деятельность
Основные научные работы касаются изучения бактериальной флоры кишечника, рефлексов, профилактики инфекционных заболеваний и организации больниц для детей.
Изменения рефлекторных реакций при менингите, открытые Й. Брудзинским, называются симптомами Брудзинского.
В 1908 году создал первый польский журнал педиатрии «Przeglad Pedyatryczny».